# Paul Napolitano
Paul Walter Napolitano (Clayton, 3 febbraio 1923 – Martinez, 22 giugno 1997) è stato un cestista statunitense, professionista nella NBL e nella BAA.

## Carriera
Venne selezionato dai St. Louis Bombers nel Draft BAA 1947.

## Palmarès
- Campione NBL (1948)